# Иларион (Удодов)

Схиархимандрит Иларион (Удодов)

Схиархимандрит Иларион (в миру Иоаким Хрисанфович Удодов; 20 сентября 1862, село Буйловка, Воронежская губерния — 15 марта 1951, село Виноградово) — схиархимандрит Русской православной церкви, настоятель храма Владимирской иконы Божией Матери в Виноградове.

## Детские и юношеские годы. На Святой Горе Афонской
Родился 20 сентября 1862 года в селе Буйловке Воронежской губернии в крестьянской семье. Его отца звали Хрисанфом (преставился 16 июня 1906 года), мать — Агриппиной (преставилась 11 декабря 1908 года).
В семье было три сына: старший — Иоаким, средний — Пётр и младший — Феодор. Родители с раннего возраста воспитывали детей в любви к труду. Так, Иоаким ещё в юности обучился кузнечному ремеслу.
Иоаким рано определился с выбором жизненного пути. Твёрдо решив стать монахом, он в возрасте двадцати лет ушёл на Святую Гору Афон.
Придя на Святую Гору, Иоаким не сразу решил, в какую обитель ему поступить. Хорошее знание кузнечного ремесла, ценившегося на Афоне, открывало ему двери во многие из них. Однажды после усердной молитвы Иоаким увидел во сне Божию Матерь, которая в ограде монастыря шла со святым великомучеником Пантелеимоном. Пресвятая Богородица, указав на юношу, обратилась ко святому со словами: «Возьми его к себе». Это было явным знамением благословения Царицы Небесной на поступление Иоакима в Русский Свято-Пантелеимонов монастырь.
Вскоре после поступления в обитель Иоаким был пострижен в мантию с именем Иларион. Его небесным покровителем стал преподобный Иларион Великий (память 21 октября по ст. ст.). Монах Иларион нёс послушание кузнеца. Обладая недюжинной силой, он так отбивал удары молотом, что, слыша их, знавшие его говорили: «Ну, это Иларион ударил!»
Однажды, работая на строительных лесах, он упал с высоты около тридцати метров и сильно разбился. Было ему около двадцати трёх лет. По существовавшему на Афоне обычаю его, как находившегося в безнадёжном состоянии, постригли в схиму, оставив при постриге имя Иларион. Однако он поправился, вернулся в число братии и продолжал нести своё послушание. С тех пор до глубокой старости старец никому об этом не рассказывал.
Отец Иларион от природы имел особые технические дарования. Как-то во время сильного землетрясения (частого явления на Афоне) барабан с куполом монастырского храма дал трещину, и иеродиакону Илариону предложили его укрепить. У отца Илариона нередко бывали особые моменты вдохновения, из-за чего монастырское начальство иногда даже отстраняло его от совершения чередных богослужений. Именно в такой момент вдохновения ему было открыто, как укрепить барабан с куполом храма.
Спустя некоторое время, когда барабан был надёжно скреплён металлическими затяжками, в монастырь приехали греческие инженеры. Они попросили познакомить их с мастером, производившим этот ремонт. Пригласили отца Илариона. На просьбу специалистов показать чертежи крепления купола отец Иларион, стукнув себя по лбу, сказал: «Вот где мои чертежи».
Так, водимый свыше, он выполнил сложную техническую работу по укреплению храмовой конструкции, не имея специального образования.

В архиве архиепископа Сергия (Голубцова) хранится фотография, на обороте которой рукой владыки сделана следующая надпись: «Молодой монах Иларион с отцом на фоне Св. Афонской горы, где он жил в русской келье Св. Иоанна Златоустаго с 1888 г.». 

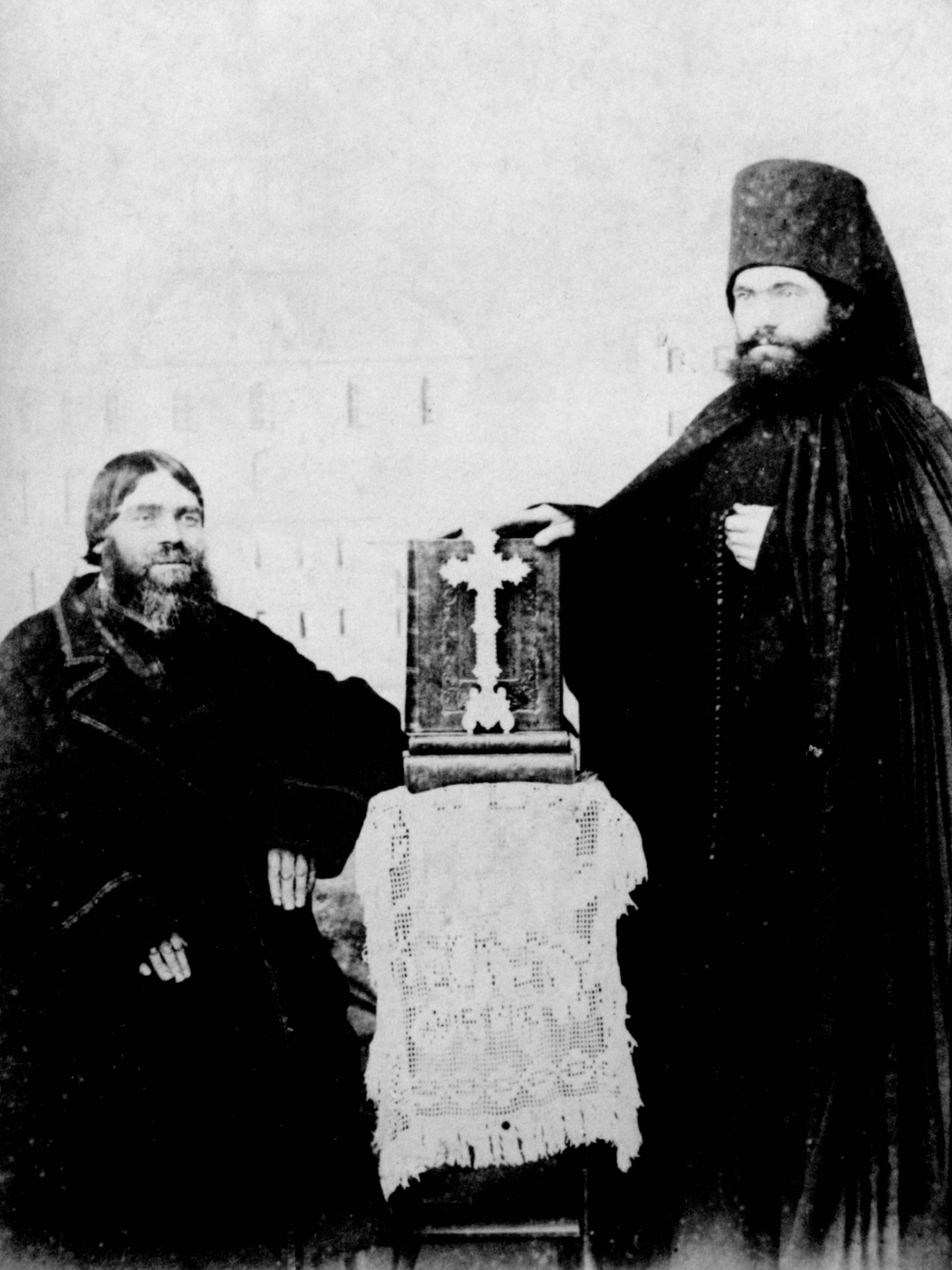
На обороте фотографии — надпись архиепископа Сергия (Голубцова): "Молодой монах Иларион с отцом на фоне Св. Афонской горы, где он жил в русской келье Св. Иоанна Златоустаго с 1888 г.

 Эта фотография даёт основание полагать, что отец Иларион после шести лет прохождения монашеской школы в Свято-Пантелеимоновом монастыре перешёл на жительство в русскую келию святителя Иоанна Златоуста, настоятелем которой был в то время иеросхимонах Кирилл (Абрамов).

## Возвращение в Россию. Московский Сретенский монастырь

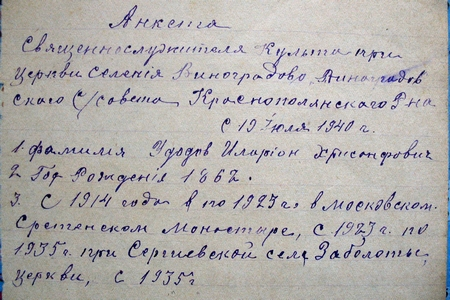
Анкета священнослужителя культа

Из воспоминаний владыки Сергия известно, что в 1905 году отца Илариона послали в Россию с его старцем схиигуменом Кириллом для сбора пожертвований на монастырь, но им пришлось остаться.
В сохранившейся Анкете священнослужителя культа при церкви селения Виноградово Удодова Илариона Хрисанфовича, заполненной, по всей вероятности, рукой самого старца, указано, что с 1914 по 1923 год он служил в московском Сретенском монастыре; с 1923 по 1935 год при Сергиевской села Заболотья церкви; с 1935 года… На этом запись обрывается.
В московском Сретенском монастыре отец Иларион нёс послушание казначея. В архивных материалах встречается упоминание о том, что в 1921 году игумен Иларион, фамилия которого не указана, был членом Совета общины Сретенского монастыря. Предположительно речь идёт об отце Иларионе (Удодове).

## Духовник ивановских сестёр. Монастырский хутор в селе Чернецово

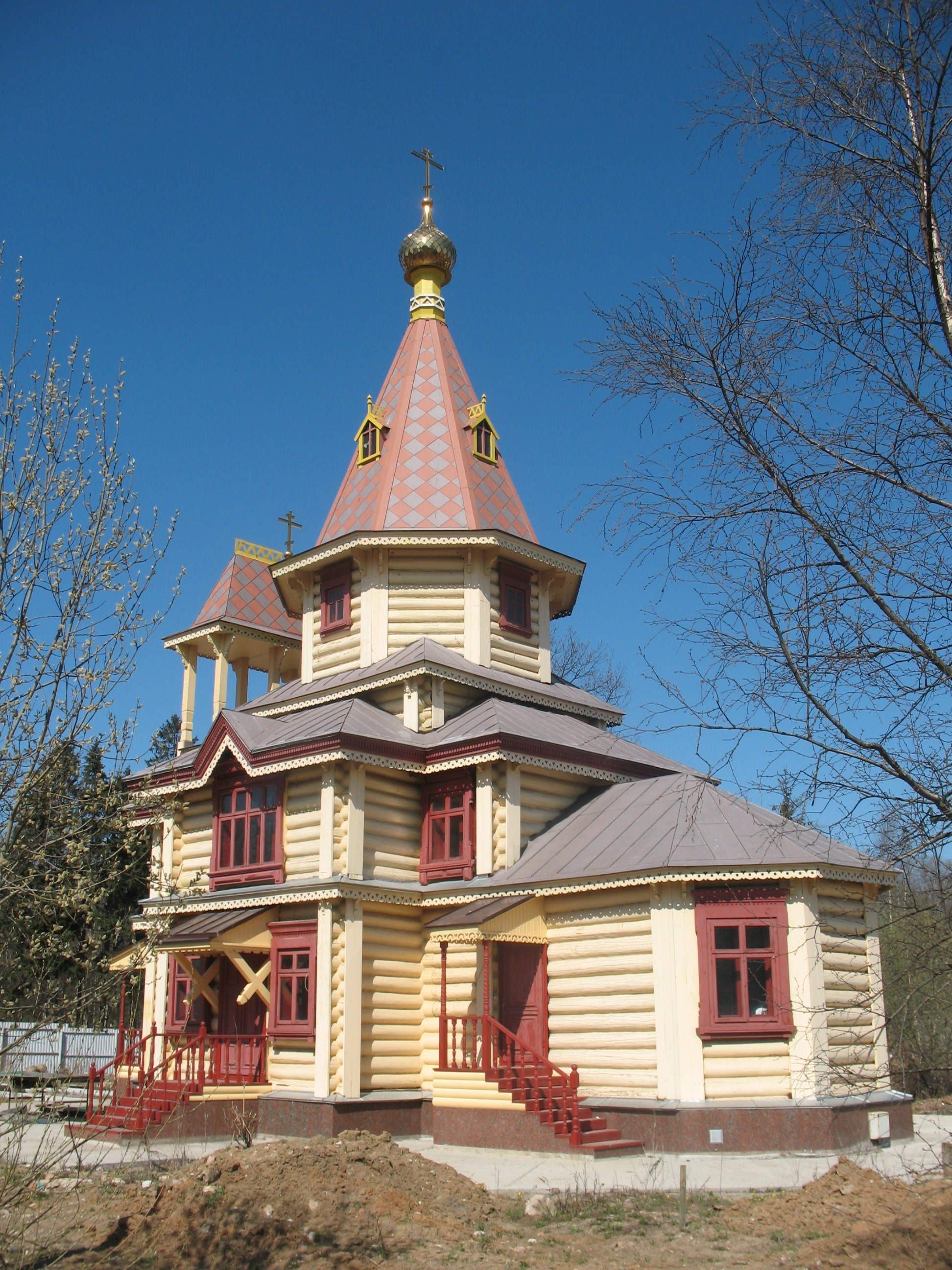
Храм прп. Сергия Радонежского на хуторе в Чернецах (ныне территория г. Долгопрудного)

В 1923 году отец Иларион по просьбе сестёр закрытого к тому времени московского Иоанно-Предтеченского монастыря стал их духовником и переселился на монастырский хутор, расположенный вблизи станции Марк Савёловской железной дороги.
Здесь батюшка поселился в келии при храме во имя преподобного Сергия Радонежского, построенном в 1893—1895 годах. В этом храме отец Иларион прослужил до самого его закрытия, 20 мая 1931 года.
В период с января по май 1931 года были арестованы все монахини и послушницы Ивановского хутора, обвинявшиеся в систематической антисоветской агитации среди крестьян окружающих деревень, пропаганде против коллективизации сельского хозяйства и других «общественных кампаний».
На свободе оставили старца Илариона, который не переставал об этом сокрушаться. «Лучше бы их оставили, — говорил он о своих чадах-страдалицах, — а меня одного бы взяли». Схимонахиня Феоктиста вспоминала, что батюшка «сильно плакал, когда их арестовали. Хотел, чтобы все сёстры были, его только бы забрали. А его оставили в колхозе, телеги нужно было чинить, сани, инвентарь». По свидетельству матушки Феоктисты, старец отправлял сёстрам в Казахстан посылки.
После ареста ивановских сестёр дом на хуторе опечатали. Отец Иларион поселился в колокольне храма преподобного Сергия Радонежского и жил здесь совершенно один в течение нескольких лет.

## Священнослужение в храме Владимирской иконы Божией Матери в селе Виноградово
В 1935 году схиархимандрит Иларион по приглашению благочинного, протоиерея Константина Сперанского, перешел служить в село Виноградово «на Долгом пруде».

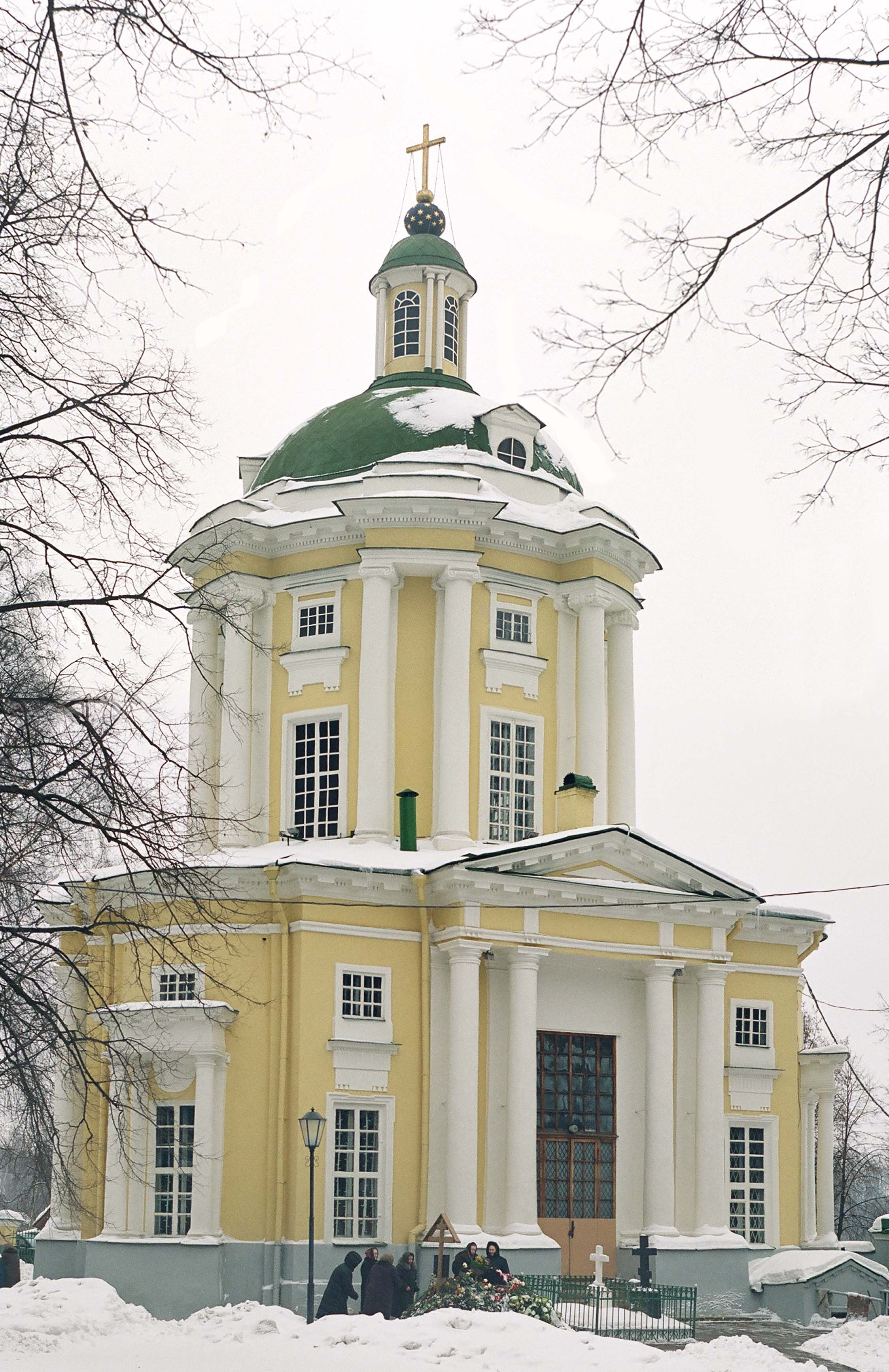
Храм Владимирской иконы Божией Матери в Виноградове

 Покидая хуторской храм преподобного Сергия, отец Иларион перенес в Виноградово резной деревянный иконостас и некоторые чтимые образа: икону святого Иоанна Предтечи с частицей мощей, икону Божией Матери Черниговскую-Гефсиманскую. Из Сергиевского храма были принесены также волосы с главы Преподобного и частица его мощей. В дополнение к правому Никольскому приделу старец устроил левый придел во имя преподобного Сергия и построил деревянные хоры для певчих в обоих приделах.
С 1936 года схиархимандрит Иларион был назначен настоятелем Владимирского храма.
Много трудов положил отец Иларион, для того чтобы Владимирский храм в селе Виноградово приобрёл благолепный вид, все ремонтные работы, даже на куполе храма, производились всегда при участии старца.
Через его золотые руки, как некоторые выражались о нём, проходили починка костюмов, карманных и стенных часов, кладка печей со всевозможными приспособлениями, починка железных крыш и т. д.. Часто наградой за это было: «Большое спасибо, батюшка» — у неимущих.
Вся жизнь старца протекала в неустанном труде и помощи всем, с кем приходилось ему соприкасаться. «Не люблю сидеть без дела, люблю постучать!» — говаривал иногда архимандрит.

## Схиархимандрит Иларион — хранитель главы преподобного Сергия Радонежского
Основная статья: Сохранение главы преподобного Сергия Радонежского
В годы Великой Отечественной войны во Владимирском храме богослужения не прекращались. С этим храмом была связана тайна, открывшаяся лишь в последнее время. Здесь с 1941 по 1945 год, в алтаре под престолом, хранилась величайшая святыня Православной Церкви — глава преподобного Сергия Радонежского. И никто не знал, что эта церковь в годы войны освящалась присутствием великой святыни.
После закрытия Троице-Сергиевой Лавры в 1919 году, из-за возникшей опасности лишиться честных мощей Преподобного, его святая глава по благословению Святейшего Патриарха Тихона тайно от всех была изъята и заменена на череп одного из князей Трубецких, погребённых под Троицким собором с западной стороны. Предположительно это произошло 20 — 30 марта 1920 года.
П. А. Голубцов, один из хранителей главы, в 1941 г. перенёс её к своему старцу схиархимандриту Илариону (Удодову), служившему в храме Владимирской иконы Божией Матери.
По окончании войны П. А. Голубцов перенёс главу Преподобного на московскую квартиру Е. П. Васильчиковой (лето 1945 — весна 1946 гг.), которая, когда открылась Троице-Сергиева Лавра, передала главу Патриарху Алексию I. Возвращение главы Преподобного к его мощам произошло 7/20 апреля 1946 года, в Великую Субботу. Архиепископ Ярославский и Ростовский Михей (Хархаров) в конце 1990-х годов вспоминал, что главу прп. Сергия к его мощам вернул схиархимандрит Иларион.
После открытия Лавры отец Иларион по благословению Святейшего Патриарха Алексия перешёл на жительство в обитель и вскоре был избран братским духовником.
В Лавре отец Иларион пробыл год с небольшим и снова вернулся в Виноградово. В то время настоятелем Владимирского храма был его брат отец Пётр (Удодов). Вместе с отцом Петром батюшка служил в Виноградово до самой своей кончины.

## Воспоминания о старце схиархимандрите
Духовным детям отец Иларион запомнился очень жизнерадостным человеком, готовым в любое время прийти людям на помощь.
Батюшка был чрезвычайно искусным рабочим по своей специальности жестянщика, всем все делал бесплатно. Отец Иларион паял кастрюли, ремонтировал часы, прохудившиеся чайники, кружки и другую посуду.
Из воспоминаний схимонахини Феоктисты известно, что многим жителям села Виноградово батюшка помогал материально. «Кому даст на стройку, кому на коровку, без отдачи», — рассказывала матушка.
Схиархимандрит Иларион оказал решающее влияние на духовное развитие и становление будущего архипастыря — архиепископа Сергия (Голубцова). Их встреча произошла в конце 20-х — начале 30-х годов прошлого столетия. Именно отец Иларион благословил Павла Александровича Голубцова на церковное служение, а впоследствии — на принятие монашества и священного сана. Сохранился листок, на котором владыка Сергий, тогда ещё иеромонах Сергий, вспоминал слова старца архимандрита Илариона: «Терпи казак — атаманом будешь» и «Большому кораблю — большое плавание».
Вот каким запомнился старец своему духовному сыну и ученику — архиепископу Сергию: «Отец схиархимандрит Иларион отличался исключительно большим смирением, был молчалив, никогда не смеялся, никого не осуждал. Во время его труда уста шептали Иисусову молитву. Беря какой-нибудь инструмент, он ограждал себя крестным знамением».
Уединенная жизнь в непрестанном труде с Иисусовой молитвой — таков был духовный строй жизни старца. Изо дня в день текла размеренно его внутренняя и внешняя деятельность. Он не любил много говорить. Часто характерными резкими жестами дополнял он свою несложную речь. Эту мимику рук и пальцев, имевшую большую связь с его рабочими жестами, надо было понимать, как немую речь, невысказанную мысль.
Батюшка отличался необыкновенной вежливостью, не допускал в своей речи никаких грубых резких выражений, никогда не смеялся. В то же время был прост, сопровождал речь ласковой, согревающей сердце улыбкой. Никогда никто не видел в нём проявления гнева, вспыльчивости, раздражительности.
Роста старец был среднего, ходил крупными энергичными размеренными шагами, был худощав, имел выразительные рабочие руки с широкими ладонями. Лицо у старца было выразительное, с небольшим лбом, запоминающееся навсегда: большие подвижные темно-карие глаза, которые он то широко открывал, то, говоря, совсем прищуривал. Старец имел большую белую бороду, такие же волосы, маленькую короткую шею, крепкое телосложение.
Старец, как он сам выражался, не любил заниматься учительством. Часто он говаривал: «Заповеди Господни знаешь? Их надо исполнять». Таков был его ответ на многословные вопросы о спасении и духовной жизни. И сам он в пример приводил свою встречу с отцом Иоанном Кронштадтским, когда на вопрос батюшки отца Иоанна, уставшего от народа, отец Иларион кратко ответил: «Мне ничего не нужно от Вас, дорогой батюшка, прошу только Ваших святых молитв».
Когда отца Илариона спрашивали, что он читал, старец отвечал: «Евангелие и Псалтирь». Всегда на вопросы давал ответы из сих Священных книг.
На вопрос: «Как молиться без рассеяния?» — отвечал: «К молитве надо приготовиться». Любил повторять слова: « Иисусова молитва должна быть чаще дыхания». Не раз от него слышали: «Молчание никогда не раскаивается; леность муку вечную ходатайствует; не люблю властвовать над людьми».
С встречными прохожими имел обыкновение вежливо кланяться, снимая головной убор; в случае ответного неприветствия смущенно комкал шапку.
Монахиня Ивановского монастыря Марфа (бывшая псаломщица Владимирского храма) вспоминает, что как-то при ней женщина спросила отца Илариона: «Сколько Вам лет?» А он ей в ответ: «Живи правдой и верой, а Бог даст сколько хочешь годов, не пожалеет!».

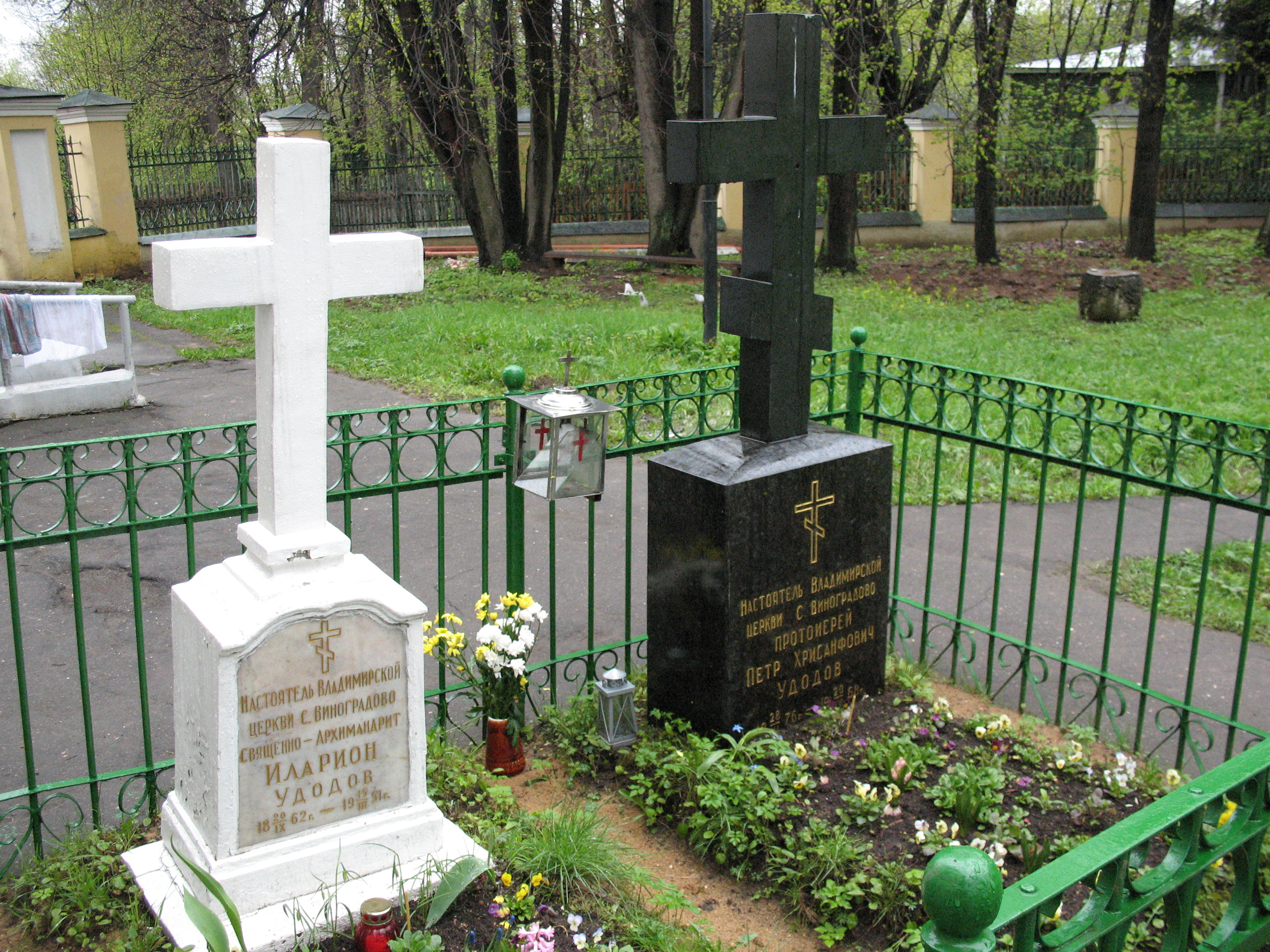
Могилы схиархимандрита Илариона и его брата протоиерея Петра у храма в Виноградово

Митрополит Питирим (Нечаев) в своей книге «Русь уходящая» вспоминает:
«Это был древний старец, принявший монашество ещё задолго до Первой мировой войны. Он почти ни с кем не разговаривал. Был у нас замечательный юноша, ассириец, которому очень хотелось пойти в Лавру. Его определили послушником к отцу Илариону, но через несколько дней он сбежал. Его спросили: „Почему?“ — „А он не разговаривает!“
Паша Голубцов провел при отце Иларионе значительную часть своей жизни. Как-то Паша посетовал: „Батюшка, ну Вы мне хоть что-нибудь скажите!“ — „А что я тебе должен говорить? — удивился отец Иларион. — Вот смотри и делай. Это всё“.
Действительно, монах по своей внутренней психологической природе не общественный деятель, не учитель. Если он начинает учить, это значит, что в нём какое-то самомнение».
По словам очевидцев, у схиархимандрита Илариона, несомненно, был дар прозорливости.
Владыка Сергий вспоминал, что, когда он в 1940 году спросил старца о возможности для себя принятия сана священника, отец Иларион неожиданно ответил: «Кто епископства желает, доброго дела желает, но епископ должен быть мучеником». И действительно, через 15 лет Павел Голубцов принял епископский сан.
Архимандрит Стефан, бывший казначеем в Троице-Сергиевой Лавре, вспоминал, что много было чудес по молитвам отца Илариона. Часто за помощью приходили к нему молодожены, и старец помогал им своими благодатными советами.
В последние дни своей праведной и бескорыстной жизни батюшка тяжело болел. Когда при кончине старца духовные чада просили его не забывать их, он отвечал: «Аще забуду тебе, Иерусалиме, забвена буди десница моя» (Пс. 136, 5).
Схиархимандрит Иларион преставился 15 марта 1951 года на 89-м году жизни. Он был погребён у алтаря Владимирского храма.